# 1915 în literatură
- 1914 în literatură — 1915 în literatură — 1916 în literatură

Anul 1915 în literatură a implicat o serie de noi cărți semnificative.

## Cărți noi
- Mariano Azuela - Los de abajo
- L. Frank Baum - The Scarecrow of Oz
  - - Aunt Jane's Nieces in the Red Cross (ca "Edith Van Dyne")
- John Buchan - The Thirty-nine Steps
- Edgar Rice Burroughs - The Return of Tarzan
- Willa Cather - The Song of the Lark
- Joseph Conrad - Victory
- Arthur Conan Doyle - Valea terorii
- Theodore Dreiser - The Genius
- Ford Madox Ford - The Good Soldier
- Charlotte Perkins Gilman - Herland
- Franz Kafka - The Metamorphosis
- D. H. Lawrence - The Rainbow
- Jack London - The Little Lady of the Big House
- W. Somerset Maugham - Of Human Bondage
- Oscar Micheaux - The Forged Note
- Baroness Orczy - A Bride of the Plains
  - - The Bronze Eagle
- Eleanor H. Porter - Pollyanna Grows Up
- Sax Rohmer - The Yellow Claw
- Rafael Sabatini - The Sea Hawk
- Ruth Sawyer - The Primrose Ring
- Russell Thorndike - Doctor Syn: A Tale of the Romney Marsh
- P. G. Wodehouse - Something Fresh
- Virginia Woolf - The Voyage Out

## Premii
- Premiul Nobel pentru Literatură: